# 夏爾·迪蒙·德聖克魯瓦
夏爾·迪蒙·德聖克魯瓦（法語：Charles Dumont de Sainte-Croix，1758年4月27日—1830年1月8日）是一名法國動物學家。
他除了是一名貿易律師外，也是一位熱心的鳥類學學家 。1817年至1818年間，他描述了吉恩·巴蒂斯特·萊斯恩努·德拉圖爾發現的一些爪哇岛鳥類。他還向《科學自然學詞典》（Dictionnaire des sciences naturelles）貢獻了關於鳥類學的文章，由F·G·列夫羅（F. G. Levrault）於1816-1830年編輯出版。
迪蒙·德聖克魯瓦的女兒克萊門斯嫁給了法國著名自然历史學家和外科醫生勒内-普里梅韦勒·莱松 。
他的弟弟安德列·杜蒙在法國大革命期間當選為黨員會議。

### 書籍
- Stresemann, Erwin. . Harvard University Press. 1975. ISBN 0-674-64485-9.